# Тибетски дог
Тибетският дог, познат също като тибетски мастиф, е древна порода кучета, използвани предимно като впрегатни, а също и традиционно за пазачи в хималайските манастири. Породата датира поне от 3000 години, описана е от Марко Поло около 1270 г. Кръстоски от тази порода се разпространяват из целия европейски континент и според някои тибетският дог е в основата на цялата група породи молоси и на различните планински кучешки породи. Въпреки това оригиналната порода (без примеси) е въведена за първи път в Европа едва през 19 в.
По характер тибетският дог е спокоен, сдържан, относително дружелюбен с други кучета, но ако е предизвикан, е способен да отговори с подобаваща агресия. Много послушен и съобразителен, лесен за дресировка и обучение. Една от отличителните му черти е голямата му чистоплътност, която е подобна на тази при котките.